# Illkirch-Graffenstaden
Illkirch-Graffenstaden (Duits: Illkirch-Grafenstaden) is een gemeente in het Franse departement Bas-Rhin (regio Grand Est). De plaats maakt deel uit van het arrondissement Straatsburg. Illkirch-Graffenstaden telde op 1 januari 2022 27.339 inwoners.

## Geschiedenis
Illkirch werd voor het eerst vermeld in de 8e eeuw, Graffenstaden in de 13e eeuw. Beide dorpen vielen onder de autoriteit van de stad Straatsburg. In de 16e eeuw ging de bevolking over op het protestantisme. Beide dorpen werden vernield tijdens de Hollandse Oorlog (1674-1676). Na de Franse Revolutie werden beide dorpen samengevoegd tot een gemeente.
In de 19e eeuw begon de industriële ontwikkeling van de gemeente. In 1833 werd het Rhône-Rijnkanaal geopend en in 1838 opende de fabriek van SACM (Société Alsacienne de Constructions Mécaniques).
Op de Place du Souvenir is er een monument voor de doden van de Frans-Duitse Oorlog (1870-1871). Het Fort Uhrich werd gebouwd na 1871 door de Duitsers als deel van de verdedigingsgordel rond Straatsburg. Rond dit fort is een openbaar park geopend.

## Geografie
De oppervlakte van Illkirch-Graffenstaden bedroeg op 1 januari 2022 22,21 vierkante kilometer; de bevolkingsdichtheid was toen 1.230,9 inwoners per km². De gemeente ligt aan de Ill en aan het Rhône-Rijnkanaal.
De onderstaande kaart toont de ligging van Illkirch-Graffenstaden met de belangrijkste infrastructuur en aangrenzende gemeenten.

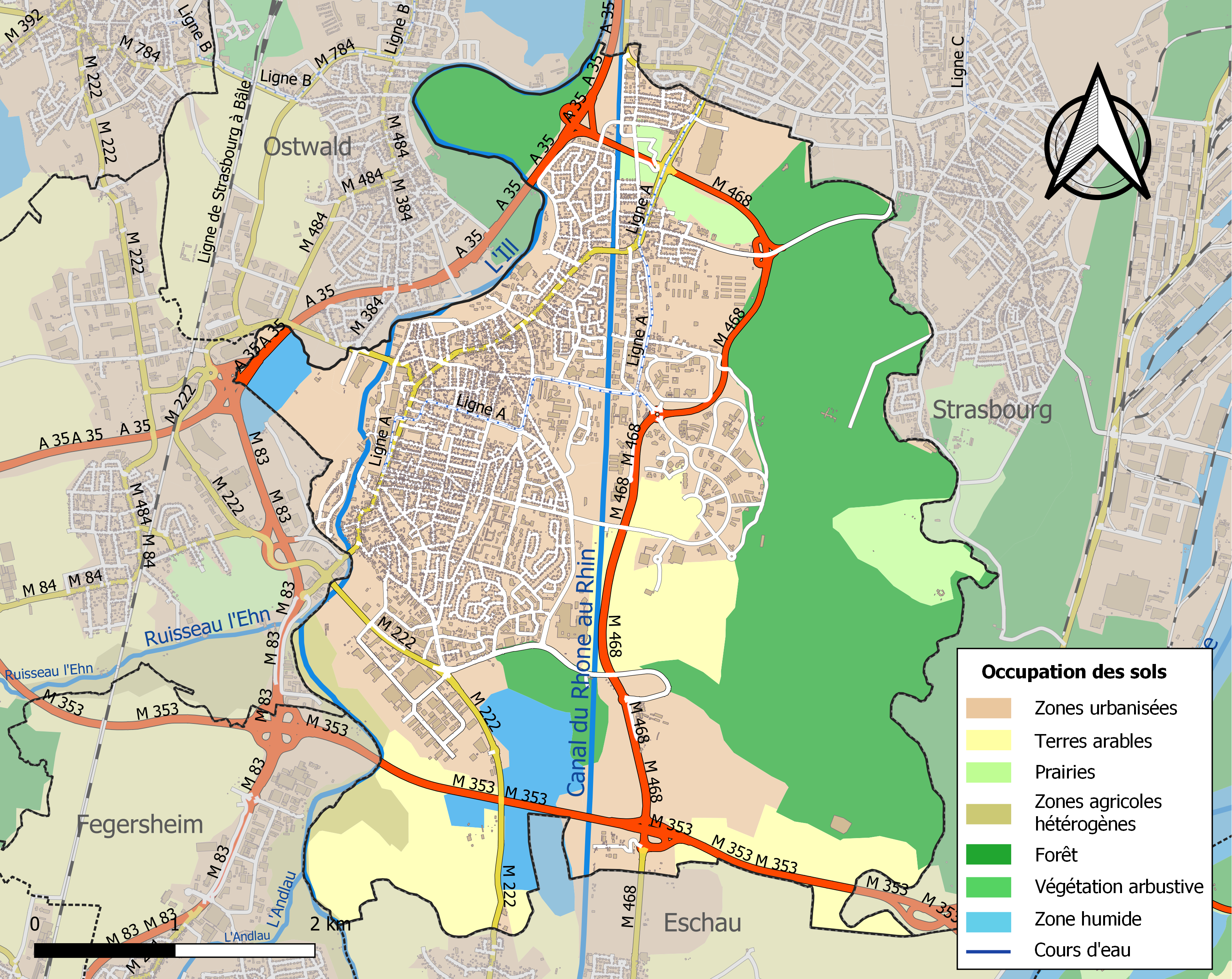

## Demografie
Onderstaande figuur toont het verloop van het inwonertal (bron: INSEE-tellingen).

## Vervoer
In 1998 werd de gemeente, na opheffing van het vorige trambedrijf in 1960, opnieuw aangesloten op het nieuwe tramnetwerk van Straatsburg.